# 鐵龍橋
鐵龍橋位於四川省廣元市朝天區，文物遺址年代判定為清。2012年7月16日公佈為第八批四川省文物保護單位。
鐵龍橋位於四川省廣元市朝天區朝天城區，南北橫跨於潛溪河上，為十五孔券拱式石平橋。建於清光緒五年（1879）。橋面長83.5公尺，寬4.7公尺，橋中部兩側圓雕龍首龍尾。橋面兩端各有6.5公尺長引橋。拱高4.8公尺，跨度4.12公尺。原有《修朝天橋碑記》1通，高1.4公尺，寬0.8公尺，厚0.1公尺，碑文由廣元縣同知張明倫撰，文生王永康書，1933年紅軍曾在此碑上刻宣傳標語。碑現移存皇澤寺紅軍石刻標語碑林內。現橋旁存清碑一通，刻“鐵龍橋”，高1.5公尺，寬0.9公尺。該橋處於古金牛驛道上，設計合理，就地取材，造形美觀，做工講究，雕刻精緻，充分反映出川北石平橋民間傳統工藝，為研究古代交通及橋樑建築工藝提供了不可多得的實物資料，是研究蜀道文化的重要史證。2002年，鐵龍橋被廣元市人民政府公佈為市級文物保護單位。